# Súng phóng lao

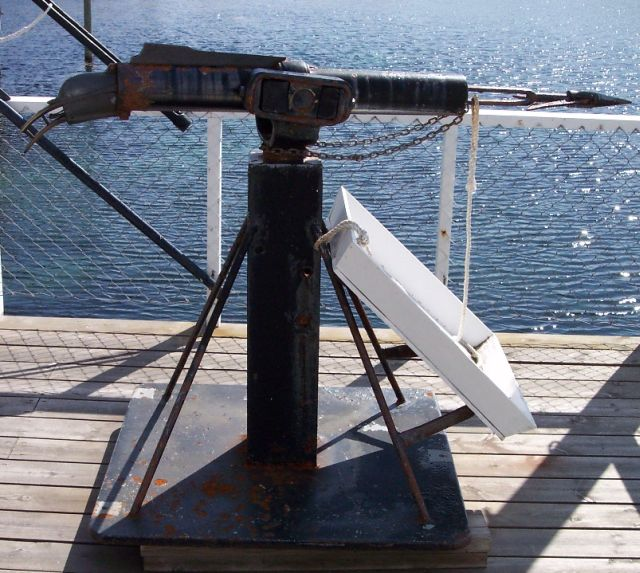
Một cây súng phóng lao

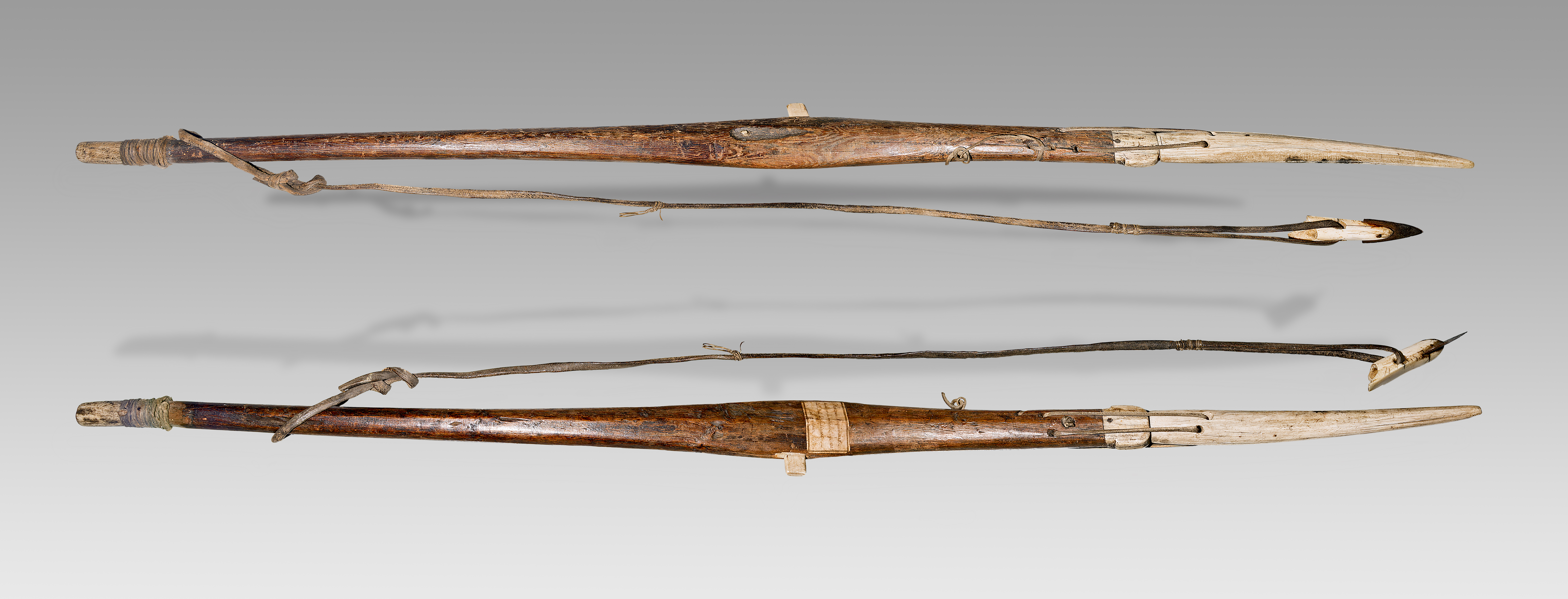
Súng phóng lao

Súng phóng lao là một thiết bị thiết bị phóng lao dùng để săn cá voi và các loại thú biển cỡ lớn khác hay để bắt các động vật biển nói chung như cá, các động vật có vú, rùa biển, vv..., đôi khi nó còn dùng để tấn công, sát thương các loại thú vật khác Loại súng này do người Na Uy phát minh năm 1863, được dùng săn cá voi lần đầu năm 1868 bằng việc bố trí nó ở trên tàu lắp động cơ hơi nước.

## Cấu tạo và hoạt động
Súng phóng lao được cấu tạo từ các bộ phận cơ bản là: Súng và bệ súng dùng để phóng lao, lao chuyên dụng dùng để săn các loại động vật biển, dây cáp để nối cây lao với súng, khi bắn được vật săn thì kéo về tàu.
Súng phóng lao hoạt động bằng cách phóng mũi lao nối với dây cáp. Lao được phóng đi nhờ năng lượng thuốc đạn, đầu lao chứa khối thuốc nổ để gây sát thương vật săn. Khi được phóng đi, lao kéo theo sợi dây cáp được nối với tời quấn. Súng phóng lao thường được lắp ở mũi tàu săn thú biển, khối lượng thuốc súng tới 700 kg, cỡ nòng súng có thể đến 90 mm.